# Bảo tàng khu vực ở Kościan

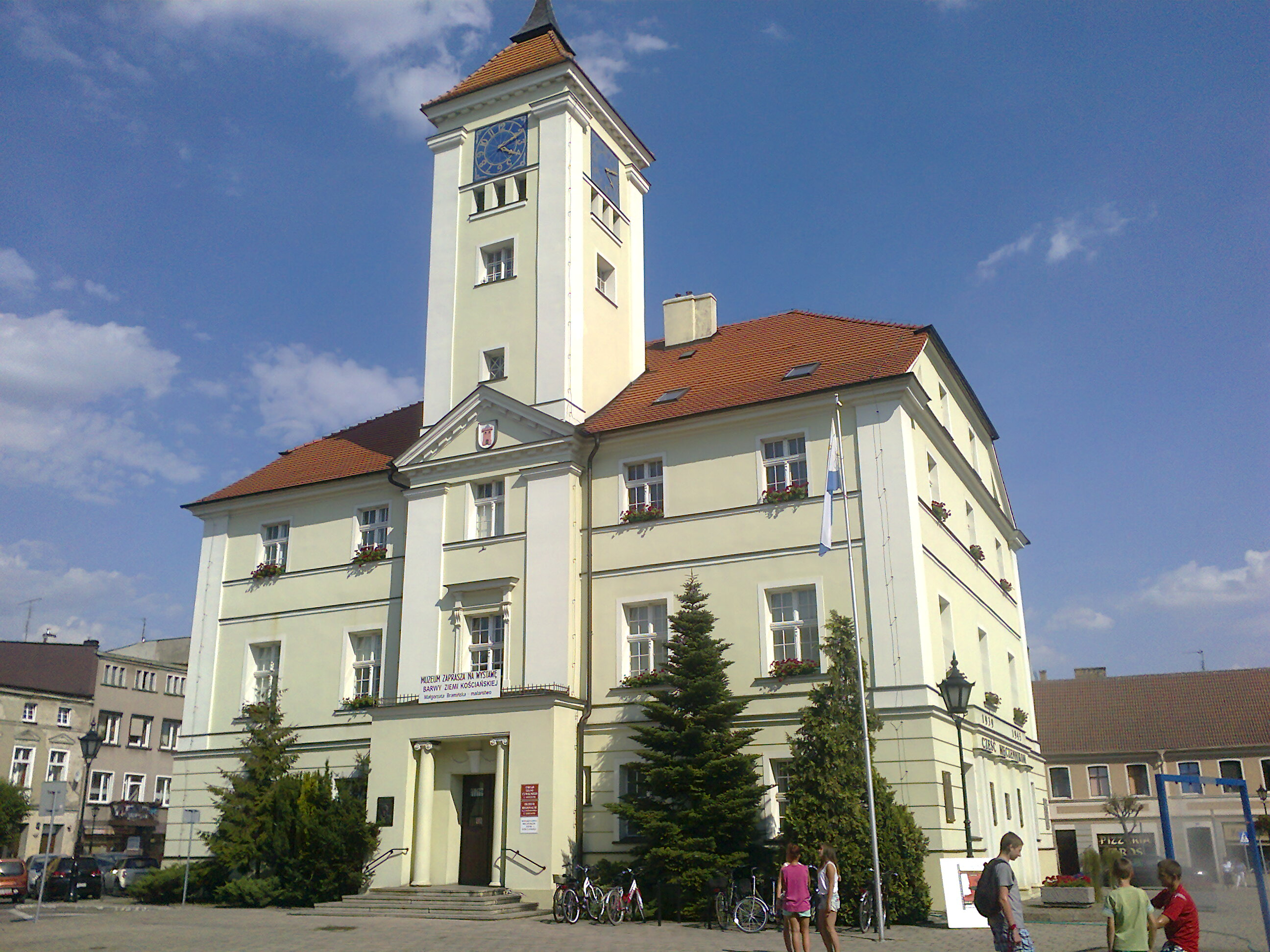
Tòa thị chính ở Kościan

Bảo tàng khu vực ở Kościan là một bảo tàng có trụ sở tại Kościan, tỉnh Wielkopolskie, Ba Lan. Bảo tàng là một tổ chức văn hóa, như một đơn vị của thành phố, nằm trong toài nhà thị chính cổ từ thế kỷ 15. Nhiệm vụ của Bảo tàng Khu vực ở Kościan là tìm hiểu, lưu giữ và kết nối với người dân đương đại, cũng như truyền lại cho các thế hệ tiếp theo của cư dân của Kościan những di sản tinh thần và vật chất của quá khứ hào hùng.